# Gabriel Lesnowski
Gabriel – święty mnich prawosławny, twórca monasteru Lesnowskiego w pobliżu Kratowa w Macedonii.
Żył na przełomie XI i XII w.. Według hagiografii po śmierci rodziców odziedziczył znaczny majątek, jednak odmówił jego przyjęcia, nie wstąpił w związek małżeński, lecz odszedł na Górę Lesnowską i zaczął tam prowadzić życie pustelnicze. Następnie założył na górze monaster z cerkwią św. Michała Archanioła. Sam opuścił wspólnotę i spędził dalsze trzydzieści lat w pieczarze w pobliżu klasztoru. Do monasteru wrócił na krótko przed śmiercią. Jego relikwie zostały po trzydziestu latach od śmierci mnicha przewiezione do Tyrnowa.